# Collo
Collo (en árabe, القل el-Qoll), conocido como Chullu en la antigüedad, es un municipio (baladiyah) de la provincia o valiato de Skikda en Argelia. Es la capital y uno de los tres municipios del distrito de Collo. En abril de 2008 tenía una población censada de 35 682 habitantes.
Se encuentra ubicado al noreste del país, junto a la costa del mar Mediterráneo, y al este de la región de Cabilia y de la capital del país, Argel.
Originalmente un puesto comercial fenicio, y luego un puerto numidio y romano, Collo se convirtió bajo los hamaditas en el puerto de Constantina. En la actualidad es una pequeña ciudad marítima.